# 切基亞科查湖 (什利亞區)
9°11′05″S 77°32′44″W / 9.18472°S 77.54556°W
切基亞科查湖（Chequiacocha），是秘魯的湖泊，位於該國北部安卡什大區，由卡爾瓦斯省的什利亞區負責管轄，處於奇克亞拉烏山東南面和奧基斯科查湖東北面。